# عين حسين
عين حسين قرية من قرى ينبع النخل في محافظة ينبع والتابعة لمنطقة المدينة المنورة في السعودية، تقع غرب المدينة المنورة بمسافة تقارب 110كم، وشمال شرق مدينة ينبع النخل بنحو 50 كم.